# Soós-hegy
A Soós-hegy egy hegy a Veszprém vármegyei Balatonkenesén.

## Leírása
A hegyet egykor a Balaton mosta ki mai formájára. A nagy fal anyaga lösz, ami a Balaton hatalmas kiterjedése alatt került a falba. A hegy oldalában megbúvó kilenc üreg, a Tatár-likak egykor szegények otthonául szolgáltak. A Balaton 1861-es szabályzásakor a vízszint lecsökkent, így a fal veszélyessé vált. A Tatár-likak a mai napig látogathatóak.
A hegyen avatták fel 1927-ben Soós Lajos (1856–1902) helyi költő emlékoszlopát, amely a mai napig áll. A hegyen a 2000-es években tévéadóként is szolgáló kilátótornyot avattak fel.

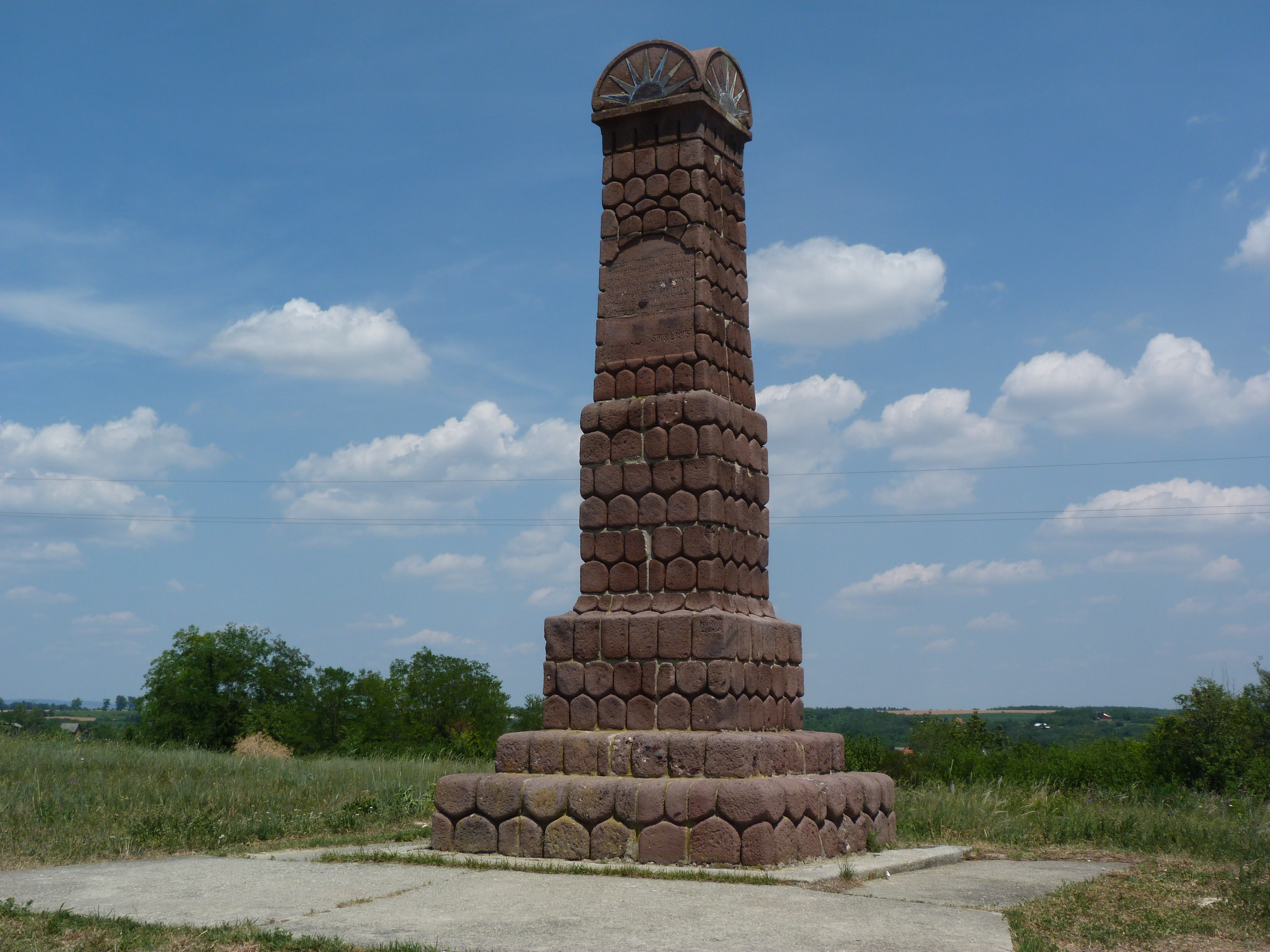
Soós Lajos költő emlékoszlopa a hegy legmagasabb pontján

## Látnivalók
- Soós-obeliszk
- Tatár-likak
- Soós-hegyi kilátó
- Református templom (Balatonkenese)
- Bakó-patak
- Balatonkenesei Tátorjános Természetvédelmi Terület

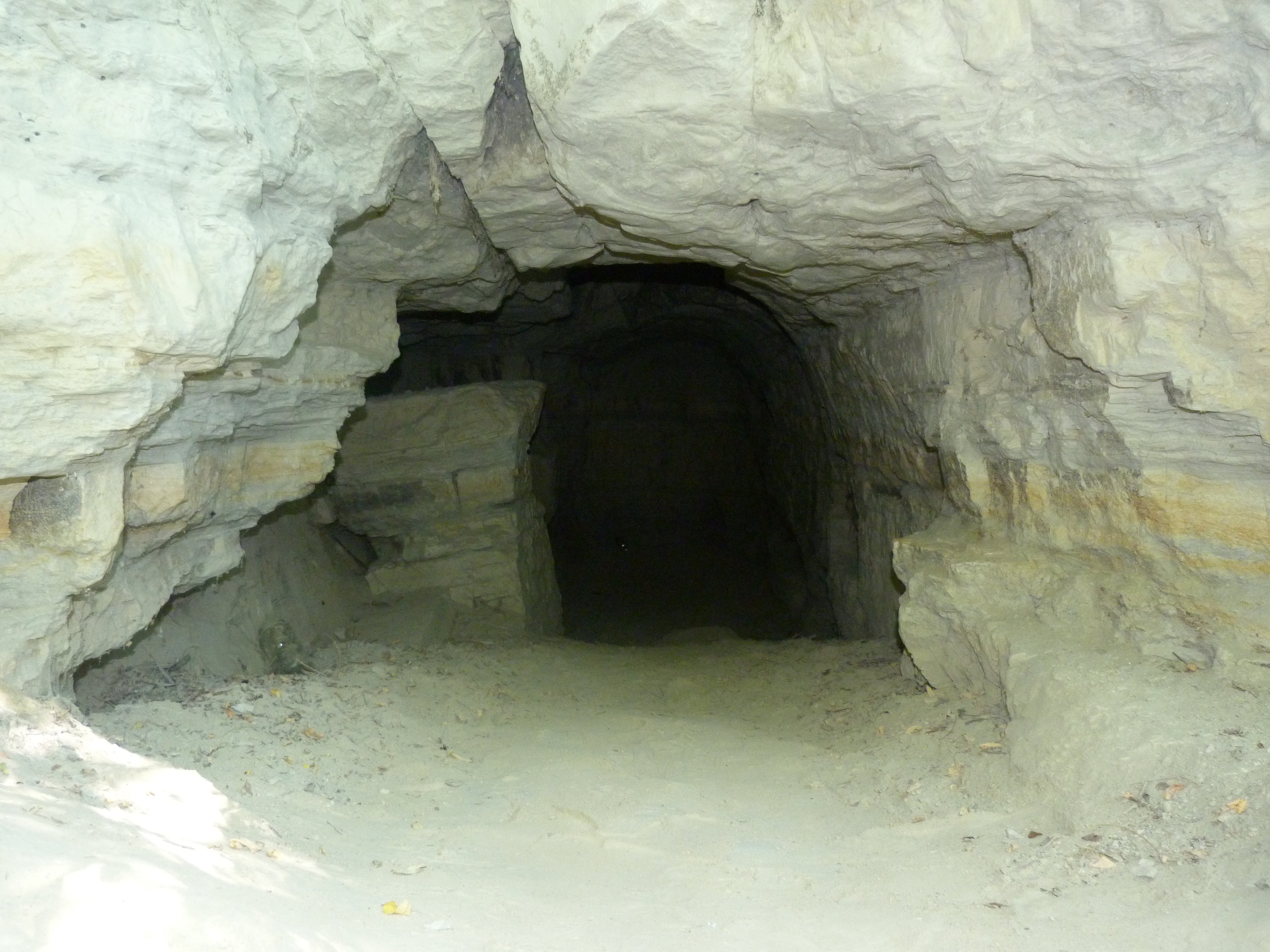
Az egyik Tatár-lik a hegy sziklafalában